# Styrophyton
Styrophyton é um género monotípico de plantas com flores pertencentes à família Melastomataceae. A única espécie é Styrophyton caudatum.
A sua área de distribuição nativa é o sul da China.